# Muhammad Bakhtiyar Khalji

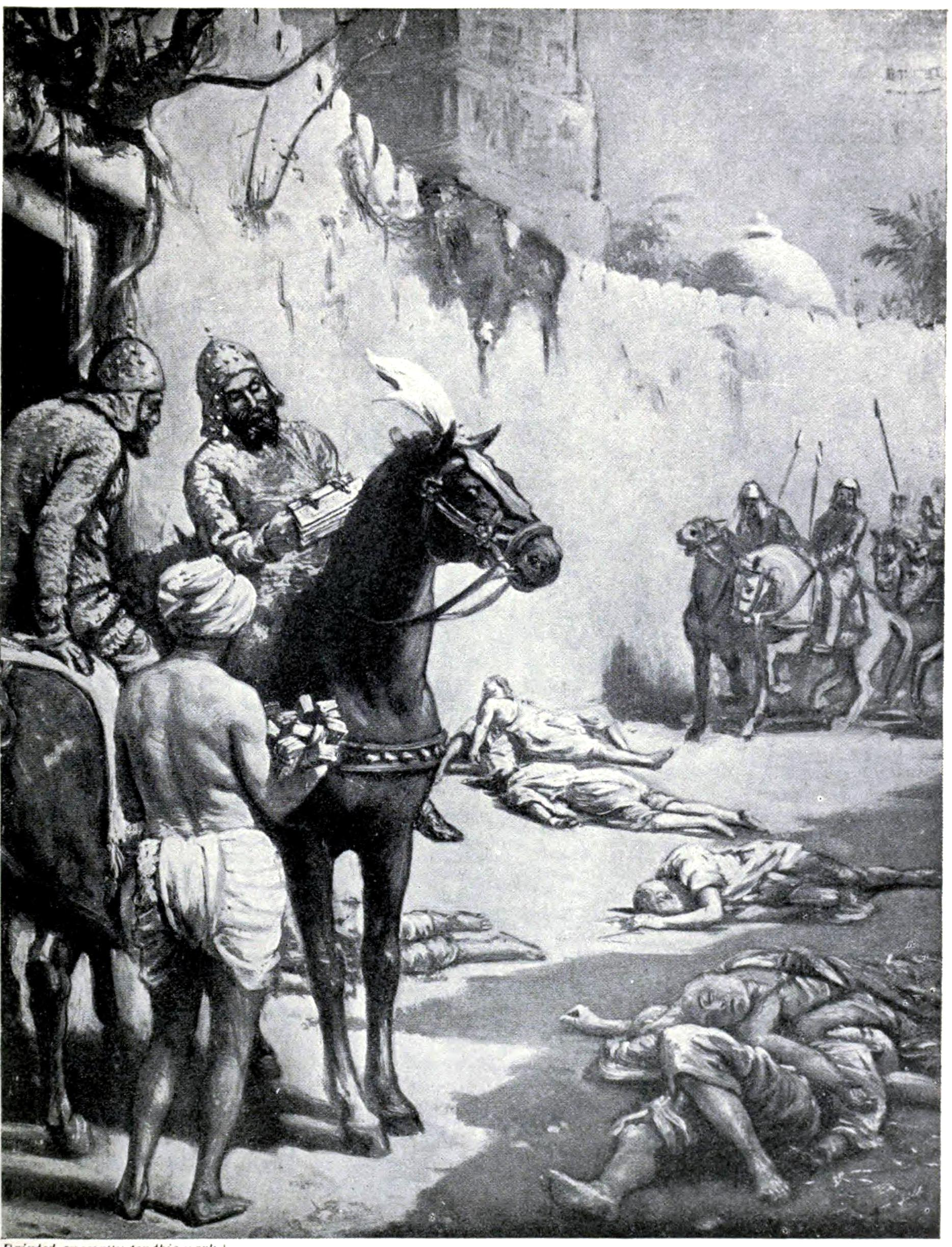
Representació de Muhammad Bakhtiyar Khalji durant la massacre dels monjos budistes a Nalanda, 1193

Ikhtiyar al-Din Muhammad Bakhtiyar Khalji (bengalí ইখতিয়ার উদ্দিন মুহম্মদ বিন বখতিয়ার খিলজী, Persa اختيار الدين محمد بن بختيار الخلجي) fou un afganès que va participar en la conquesta de l'Índia pels musulmans en temps dels darrers gúrides i va arribar fins a Bengala.
Servia a la dinastia shansabànida gúrida i després que li foren refusats un parell de governs (Gazni i Delhi) va començar a actuar com a ghazi (combatent per la fe) pel seu compte als districtes d'Oudh (Awdh) i Badaun. Va destruir la famosa universitat budista de Nalanda el 1193.
Va conquerir Bihar a partir del 1197 i després del 1200, ja governant a Delhi Qutb-ad-Din Àybak (que era governador i no sultà)., aquest el va autoritzar a entrar a Bengala (governada per la dinastia Sena), prenent possessió de Gaur i Nadiya sense lluita. Va establir la capital a Gaur (Gawr) o Lakhnawti i va llegir la khutba en nom de Muizz al-Din Muhammad (sultà gúrida des del 1203).
Va envair el Tibet sense èxit i al seu retorn va perdre part del seu exèrcit a mans dels mehcs de l'est del Karatoya. Va poder tornar a Devakot a Bengala, i va morir el 1295 o 1206, no se sap si de malaltia o assassinat pel general khalji rival Ali Mardan que després fou governador de Bengala (1208) nomenat per Aybak. Fou enterrat a Bihar.
Bengala va caure en mans del successius governadors musulmans (amb seu a Gaur i Lakhnawti), sota sobirania dels sultans de Delhi i la sobirania gúrida es va esvair.